# 馬溪 (加利福尼亞州)
馬溪（英語：Horse Creek）是位於美國加利福尼亞州錫斯基尤縣的一個非建制地區。該地的面積和人口皆未知。

## 地理
馬溪的座標為41°49′26″N 122°59′49″W / 41.82389°N 122.99694°W，而該地的平均海拔高度為496米（即1627英尺）。